# Eric S. Raymond
Eric Steven Raymond, född 4 december 1957 och känd som esr är en välkänd förespråkare för öppen källkod och var med om att grunda Open Source Initiative. Det var på hans inrådan som Netscape bildade stiftelsen bakom Mozilla och släppte koden fri, vilket idag bland annat resulterat i webbläsaren Mozilla Firefox och e-postprogrammet Mozilla Thunderbird.
Raymond är författare till boken Katedralen och basaren: en oavsiktlig revolutionärs tankar kring Linux och öppen källkod som är en samling essäer där han utifrån sina erfarenheter propagerar för att programmerarna ska släppa koden fri och ger ekonomiska, tekniska och etiska argument för detta.
Han har även skrivit boken The Art of Unix Programming som är en bok om just programmering under Unix. Boken är inte rent tekniskt inriktad och full av kod som många andra böcker om programmering är. The Art of Unix Programming handlar mer om att förklara hur Unix är uppbyggt, hur program kan samverka genom rörledning (eng. pipes) och jämförelser mellan olika programspråk och skriptspråk.
Raymond lider av en mild form av Cerebral pares.